# Нова Весь-Решельська
Нова Весь-Решельська (пол. Nowa Wieś Reszelska, нім. Rosenschön) — село в Польщі, у гміні Біштинек Бартошицького повіту Вармінсько-Мазурського воєводства.
Населення — 40 осіб (2011).
У 1975-1998 роках село належало до Ольштинського воєводства.

## Демографія
Демографічна структура станом на 31 березня 2011 року:
|          | Загалом | Допрацездатний вік | Працездатний вік | Постпрацездатний вік |
| -------- | ------- | ------------------ | ---------------- | -------------------- |
| Чоловіки | 22      | 5                  | 12               | 5                    |
| Жінки    | 18      | 3                  | 9                | 6                    |
| Разом    | 40      | 8                  | 21               | 11                   |